# 第191回国会
第191回国会（だい191かいこっかい）とは、2016年（平成28年）8月1日に召集された臨時国会である。会期は同年8月3日までの3日間であった。

## 概要
2016年（平成28年）7月10日に行われた第24回参議院議員通常選挙の結果を受け、法案審議は行われず、参議院の議長・副議長の選挙などが行われ参議院の構成が定められた。

## 各党・会派の議席数
| 計475、2016年（平成28年）7月26日時点 - 自由民主党 - 289 - 民進党・無所属クラブ - 96 - 公明党 - 35 - 日本共産党 - 21 - おおさか維新の会 - 15 - 生活の党と山本太郎となかまたち - 2 - 社会民主党・市民連合 - 2 - 無所属 - 13 （議長：大島理森（自民党）、副議長：川端達夫（民進党）を含む。） - 欠員 - 2（福岡県第6区・東京都第10区、10月の補欠選挙で選出予定。） | 計242、2016年（平成28年）8月1日時点 - 自由民主党 - 122 - 民進党・新緑風会 - 50 - 公明党 - 25 - 日本共産党 - 14 - おおさか維新の会 - 12 - 無所属クラブ - 5 - 希望の会（生活・社民） - 5 - 日本のこころを大切にする党 - 3 - 沖縄の風 - 2 - 各派に属しない議員 - 4（議長：伊達忠一（自民党）、副議長：郡司彰（民進党）を含む。） |

## 今国会の動き

### 召集前
- 6月1日 - 第190回国会が閉会。
- 7月10日 - 第24回参議院議員通常選挙執行。
  - 与党の自民党・公明党が非改選の議員と合わせて参議院の過半数を獲得した。
  - 与党に加え、改憲に前向きなおおさか維新の会・日本のこころを大切にする党・無所属の参議院議員の「改憲勢力」が参議院で3分の2を確保し、既に3分の2を確保している衆議院と合わせて憲法改正の国民投票の発議が可能となった。
- 7月23日 - 自民党が無所属の平野達男参議院議員の入党を了承し、1989年（平成元年）以来、27年ぶりに単独過半数を回復した[4]。
- 7月26日
  - 「平成二十八年八月一日に、国会の臨時会を東京に召集する詔書」が公示[5]。
  - 生活の党と社民党が統一会派「希望の会」の結成を、参議院沖縄県選挙区選出の糸数慶子・伊波洋一の2名が新会派「沖縄の風」の結成を、参議院事務局に届出[6]。

### 会期中
- 8月1日 - 召集。
  - 参議院では選挙が行われ、議長に前自民党参議院幹事長の伊達忠一議員（自民党）が、副議長に前民進党参議院議員会長の郡司彰議員（民進党）が、それぞれ当選。
  - 開会式。天皇がおことばを述べた[7]。
- 8月3日 - 会期末。衆議院と参議院の両院で閉会中審査の手続がとられた。

## 常任委員長
| 委員長名           | 氏名         | 政党名     |
| ------------------ | ------------ | ---------- |
| 内閣委員長         | 西村康稔     | 自由民主党 |
| 総務委員長         | 遠山清彦     | 公明党     |
| 法務委員長         | 葉梨康弘     | 自由民主党 |
| 外務委員長         | 岸信夫       | 自由民主党 |
| 財務金融委員長     | 宮下一郎     | 自由民主党 |
| 文部科学委員長     | 谷川弥一     | 自由民主党 |
| 厚生労働委員長     | 渡辺博道     | 自由民主党 |
| 農林水産委員長     | 小里泰弘     | 自由民主党 |
| 経済産業委員長     | 高木美智代   | 公明党     |
| 国土交通委員長     | 谷公一       | 自由民主党 |
| 環境委員長         | 赤澤亮正     | 自由民主党 |
| 安全保障委員長     | 左藤章       | 自由民主党 |
| 国家基本政策委員長 | 浜田靖一     | 自由民主党 |
| 予算委員長         | 竹下亘       | 自由民主党 |
| 決算行政監視委員長 | 松木けんこう | 民進党     |
| 議院運営委員長     | 河村建夫     | 自由民主党 |
| 懲罰委員長         | 中川正春     | 民進党     |

| 委員長名           | 氏名         | 政党名     |
| ------------------ | ------------ | ---------- |
| 内閣委員長         | 難波奨二     | 民進党     |
| 総務委員長         | 山本博司     | 公明党     |
| 法務委員長         | 魚住裕一郎   | 公明党     |
| 外交防衛委員長     | 佐藤正久     | 自由民主党 |
| 財政金融委員長     | 大家敏志     | 自由民主党 |
| 文教科学委員長     | 石井浩郎     | 自由民主党 |
| 厚生労働委員長     | 三原じゅん子 | 自由民主党 |
| 農林水産委員長     | 山田俊男     | 自由民主党 |
| 経済産業委員長     | 小林正夫     | 民進党     |
| 国土交通委員長     | 増子輝彦     | 民進党     |
| 環境委員長         | 磯﨑仁彦     | 自由民主党 |
| 国家基本政策委員長 | 柳田稔       | 民進党     |
| 予算委員長         | 石井準一     | 自由民主党 |
| 決算委員長         | 石井正弘     | 自由民主党 |
| 行政監視委員長     | 礒崎陽輔     | 自由民主党 |
| 議院運営委員長     | 松山政司     | 自由民主党 |
| 懲罰委員長         | 溝手顕正     | 自由民主党 |